# Heather Morris
Heather Elizabeth Morris (født 1. februar 1987) er en amerikansk skuespiller, danser, sanger og model, bedst kendt for sin rolle som cheerleader Brittany S. Pierce i den musikalske komedieserie Glee.

## Opvækst
Morris er født i Thousand Oaks, Californien og opvokset i Scottsdale, Arizona. Hun begyndte at danse, da hun var 1 år.  Morris konkurrerede i en ung alder i en række forskellige stilarter, herunder jazz, tap, og moderne. Morris' far døde af kræft, da hun var 14 år gammel. "Det er noget, der er svært for mig, fordi jeg er ked af det, men jeg vil ikke dvæle ved det," sagde hun i et interview workshop med studerende i december 2009. "Jeg ved, han er et bedre sted, i stedet for at lide."  Efter eksamen fra Desert Mountain High School, besluttede Morris at tilmelde sig et lokalt universitet, men indså hun var på det forkerte sted og flyttede til L.A. i stedet som 19-årig. 

## Personlige liv
Morris er i et forhold med  baseballspiller Taylor Hubbell. De gik på den samme gymnasium i Arizona,, men vidste ikke den anden gik der. De begyndte at date efter Morris flyttede til Los Angeles og Hubbell kontaktede hende på Myspace. I en 2011 interview med Fitness, sagde Morris om Hubbel at "Jeg ønsker at gifte sig med ham. Det er, hvad jeg virkelig bekymrer sig om. Jeg vil giftes med Taylor og har børn med ham. Jeg elsker skuespil, men hvis det påvirker mit forhold, så vil jeg ikke fortsætte med at gøre det". Efter eksamen fra University of Louisiana i Lafayette, begyndte Hubbell at leve med Morris i Los Angeles i begyndelsen af 2012.  Morris fødte deres første barn, sønnen Elijah, den 28. september 2013.
Hun født parrets andet barn, Owen Barlett Hubbell, den 11. februar 2016.